# Faltengebirge

Stark vereinfachte Darstellung des Zusammenstoßes der Kontinentalblöcke jeweils zweier verschiedener tektonischer Platten mit Faltengebirge über der Kollisionszone.

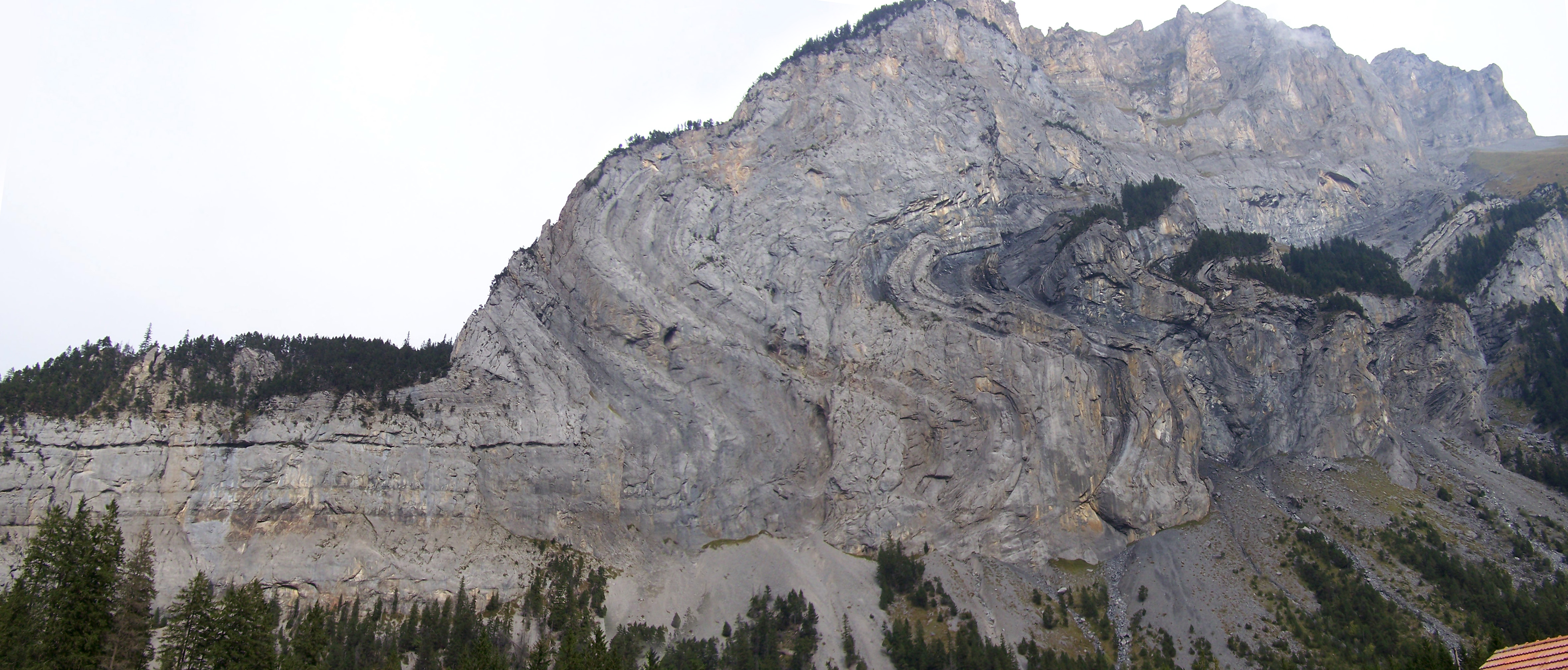
Großmaßstäbige S-förmige Faltung in den Schweizer Alpen (Gasterntal)

Faltengebirge sind Gebirge, die entstehen, wenn mindestens zwei tektonische Platten der Erdkruste sich aufeinander zu bewegen und aufeinander Druck ausüben, was dazu führt, dass die Kruste in der Kontaktzone der beiden Platten verformt und emporgedrückt (aufgefaltet) wird (→ Gebirgsbildung).
Dabei entsteht eine einzelne Bergkette oder sogar eine ganze Reihe annähernd paralleler Bergketten, weshalb man auch von Kettengebirge spricht. Diese Bergketten sind im Kartenbild nicht selten bogenförmig.
Faltengebirge sind die häufigste Hochgebirgsform auf der Erde. Im Gegensatz dazu erreichen Bruchschollengebirge nur Mittelgebirgshöhen. Viele europäische Mittelgebirge sind Bruchschollengebirge, bei denen sich die Schollen entlang der Bruchzonen als Ganzes heben oder senken, ohne dass es zur Faltung kommt. Allerdings können die Gesteine dieser Bruchschollengebirge in der geologischen Vergangenheit bereits eine Faltengebirgsbildung durchlaufen haben und sind daher trotzdem gefaltet. Dies ist z. B. beim Harz oder beim Rheinischen Schiefergebirge der Fall. Bruchschollengebirge bilden oft keine lange Gebirgskette, sondern haben im Kartenbild eher eine rundliche oder ovale Form.
Außer auf der Erde können Faltengebirge auch auf anderen Planeten entstehen, sofern dort Plattentektonik möglich ist. Voraussetzung dafür ist eine Mindestgröße des Himmelskörpers (je nach Zusammensetzung einige tausend Kilometer Durchmesser), eine feste Kruste über einem verformbaren Mantel oder Kern und vermutlich auch flüssiges Wasser. Bislang ist die Erde der einzige Planet, von dem Plattentektonik bekannt ist. Der Erdmond konnte wegen seiner frühen Erkaltung keine Faltengebirge entwickeln. Die Randgebirge einiger Mare sind beim Einschlag großer Asteroiden entstanden.

## Bedeutende Faltengebirge

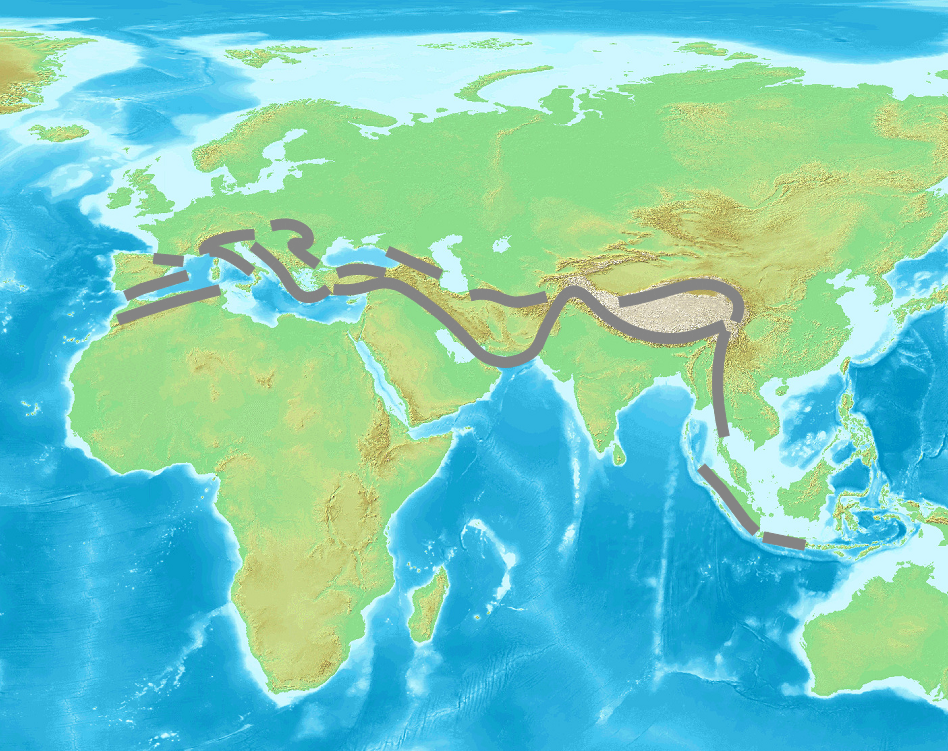
Verteilung der geologisch jungen Faltengebirge (die sogenannten alpidischen Ketten) in Europa und Asien

### Afrika
- Atlasgebirge

### Asien
- Himalaya
- Hindukusch
- Karakorum
- Kaukasus
- Pamir
- Taurusgebirge
- Zagros

### Neuseeland
- Neuseeländische Alpen

### Europa
- Alpen
- Apennin
- Balkangebirge
- Jura
- Karpaten
- Kaukasus (Grenzgebirge zu Asien)
- Pyrenäen

### Nordamerika
- Nördliche Rocky Mountains (die zentralen und südlichen Rocky Mountains sind eher eine Art Bruchschollengebirge)
- Sierra Madre Occidental
- Sierra Madre Oriental

### Südamerika
- Anden